# Synaptura salinarum
Synaptura salinarum är en fiskart som först beskrevs av Ogilby, 1910.  Synaptura salinarum ingår i släktet Synaptura och familjen tungefiskar. Inga underarter finns listade i Catalogue of Life.